# فوسفاتيديلينوسيتول-ثلاثي الفوسفات
فوسفاتيديلنوسيتول ثلاثي الفوسفات (3،4،5) - (PtdIns (3،4،5) P3) ، المختصر PIP3 ، هو نتاج لفئة 3- كينازات الفوسفواونيزيتايد (-كينازاتPI 3) فسفرة (5،4) (فوسفاتيديلينوزيتول) -باي فوسفات (PIP2).وهو عبارة عن دهن مفسفر يتواجد على غشاء البلازما.[بحاجة لمصدر]

## الإكتشاف
في عام 1988 ، نشر لويس سي كانتلي ورقة تصف اكتشاف نوع جديد من فوسفوينوسيتيد كيناز مع قدرة غير مسبوقة على فسفوريلات الموضع 3 'من حلقة الإينوزيتول مما يؤدي إلى تكوين فوسفاتيديل-3-فوسفات (PI3P). من خلال العمل بشكل مستقل ، نشر اليكسيس-تراينور-كابلين وزملاؤه ورقة توضح أن الدهون الجديدة ، فوسفاتيديلينوسيتول-ثلاثي الفوسفات 3،4،5 (PIP3) تحدث بشكل طبيعي في العدلات البشرية بمستويات زادت بسرعة بعد التحفيز الفسيولوجي باستخدام الببتيد الكيميائي. أظهرت الدراسات اللاحقة أن الإنزيم المحدد أصلاً من قبل مجموعة كانتلي في الجسم الحي يفضل PtdIns (4،5) P2 كركيزة ، مما ينتج المنتج PIP3.

## الوظيفة
يعمل PIP3 على تنشيط مكونات إشارات المصب ، وأبرزها بروتين كيناز AKT ، الذي ينشط مسارات الإشارات الابتنائية في اتجاه مجرى النهر المطلوبة لنمو الخلية وبقائها. ( إشارات المصب : يعني ببساطة بعد وقبل فيما يتعلق بتدفق المعلومات في مسار معين. على سبيل المثال ، ضع في اعتبارك هذا التمثيل التخطيطي للمسار: TF1 == ينشط ==> gene1 == ينتج ==> Kinase1 == فسفوريلاتس ==> ProtA. في هذا المخطط ، Kinase1 هو المصب من TF1 ومنبع ProtA.)
PtdIns (3،4،5) P3 يتم إزالة الفسفرة بواسطة الفوسفاتاز PTEN في الموضع 3 ، مما يؤدي إلى توليد PI (4،5) P2 ، وبواسطة SHIPs (فوسفاتاز الإينوزيتول المحتوي على SH2) على الموضع 5 'من حلقة الإينوزيتول ، مما ينتج عنه PI (3،4) P2.  يرتبط مجال PH في عدد من البروتينات بـ PtdIns (3،4،5) P3. تتضمن هذه البروتينات Akt / PKB وPDK1 وBtk1 وARNO.يؤدي توليد PtdIns (3،4،5) P3 في غشاء البلازما عند تنشيط الفئة I PI 3-كيناز إلى انتقال هذه البروتينات إلى غشاء البلازما ويؤثر على نشاطها وفقًا لذلك.في العديد من أنواع الخلايا حقيقية النواة ، ينتج عن إنتاج PtdIns (3،4،5) P3 وتجنيد بروتينات مجال PH في الغشاء بلمرة أكتين موضعي ، مما يؤدي إلى نتوءات خلوية مهمة لهجرة الخلايا وانقسامها والبلعمة.يسمح مجال PH بالربط بين كينازات مستقبلات PtdIns (3،4،5) P3 و G (GRKs).هذا يعزز ارتباط GRK بغشاء البلازما.

## اقرأ أيضا
- معزز التنشيط القائم على التيروزين المناعي
- عامل نسخ
- خلية تائية
- خلية بائية
- خلية بلعمية